# Giovanni Febraro
Giovanni Febraro, accreditato talvolta anche come Giovanni Febbraro (fl. XX-XXI secolo), è stato un attore italiano.

## Biografia
È stato un attore caratterista; Giovanni Febraro esordisce al cinema nel film Teresa la ladra, diretto da Carlo Di Palma; grazie alla sua versatilità recitativa, l'attore ha preso parte sia alle commedie che ai drammi. Uno dei ruoli per il quale Giovanni Febraro viene maggiormente ricordato è il maestro di Giannino Stoppani nel film Gian Burrasca in cui spalleggia il protagonista interpretato da Alvaro Vitali.

## Filmografia

### Cinema

Giovanni Febraro insieme ad Alvaro Vitali in un fotogramma del film Gian Burrasca (1982)

- Teresa la ladra, regia di Carlo Di Palma (1973)
- Vergine, e di nome Maria, regia di Sergio Nasca (1975)
- L'equivoco, episodio di Basta che non si sappia in giro, regia di Luigi Comencini (1976)
- Gegè Bellavita, regia di Pasquale Festa Campanile (1979)
- Il turno, regia di Tonino Cervi (1981)
- Il tango della gelosia, regia di Steno (1981)
- Il marchese del Grillo, regia di Mario Monicelli (1981)
- Ricomincio da tre, regia di Massimo Troisi (1981)
- Gian Burrasca, regia di Pier Francesco Pingitore (1982)
- Il camorrista, regia di Giuseppe Tornatore (1986)
- Rimini Rimini, regia di Sergio Corbucci (1987)
- Le vie del Signore sono finite, regia di Massimo Troisi (1987)
- Splendor, regia di Ettore Scola (1989)
- Pierino torna a scuola, regia di Mariano Laurenti (1990)
- Pensavo fosse amore... invece era un calesse, regia di Massimo Troisi (1991)
- Incontri proibiti, regia di Alberto Sordi (1998)
- C'era un cinese in coma, regia di Carlo Verdone (2000)
- Tobia al caffè, regia di Gianfranco Mingozzi (2000)
- Malèna, regia di Giuseppe Tornatore (2000)
- Pinocchio, regia di Roberto Benigni (2002)

### Televisione
- Nontuttorosa, regia di Amanzio Todini – film TV (1987)
- Il ricatto, regia di Tonino Valerii – serie TV, 1ª stagione, episodio 3 (1989)
- Senator, regia di Gianfrancesco Lazotti – serie TV (1992)
- Dio vede e provvede, regia di Enrico Oldoini e Paolo Costella – serie TV, 1ª stagione, episodio 3 (1996)
- Don Matteo, regia di Leone Pompucci – serie TV, 2ª stagione, episodio 7 (2001)

## Doppiatori italiani
- Max Turilli in Il marchese del Grillo